# 凤凰机场站
凤凰机场站位于三亚市天涯区凤凰村，是海南西环高速铁路的一个车站，该站于2015年12月30日随海南西环高速铁路开通而启用。该站是空铁联运车站，距离三亚市区14公里，位於三亚凤凰国际机场旁，车站站房位于机场航站楼北侧180米处，并有长310米的廊桥连接。现有部分动车组列车停靠，办理客运业务。

## 车站结构
| 2  | 站厅层             | 售票处、进站口、候车区、检票口、连接三亚凤凰国际机场通道 |                    |
| 1  | 侧式站台，左側開门 | 侧式站台，左側開门                                       | 侧式站台，左側開门 |
| 1  | 1站台              | 海南西环高速铁路 往三亚方向（三亚站）                    |                    |
| 1  | 正线               | 海南西环高速铁路 内环列车通过线                          |                    |
| 1  | 正线               | 海南西环高速铁路 外环列车通过线                          |                    |
| 1  | 2站台              | 海南西环高速铁路 往海口方向（崖州站）                    |                    |
| 1  | 侧式站台，左側開门 |                                                          |                    |
| B1 | 出站通道           | 出站口                                                   |                    |

## 设施
西环高铁凤凰站2楼建筑面积4531平方米，分为售票区、进站区、出站区以及候车大厅，站台总长450米。目前安装自动售票机8台，售票窗口6个，进站、出站闸机各6个。
车站设有进站天桥和出站地道和站台相连，凤凰机场站设有2个站台和4条股道。